# Далет
Да́лет (ивр. דָּ֫לֶת‎ — «дверь») — четвёртая буква еврейского алфавита. Обозначает звук «д» ([d]). Имеет числовое значение (гематрию) 4.

## Произношение
Далет — одна из шести букв еврейского алфавита, получающих дагеш каль в начале слова или после огласовки «шва нах». (Подробнее см. правило бегед кефет, ивр. בג"ד כפ"ת‎). Однако в современном иврите это не влияет на то, какой звук образует буква. Она всегда образует звук [d], как буква «Д» в слове «дверь».
В древнем иврите буква далет с дагешем обозначала звук [d], а буква далет без дагеша обозначала звук [ð], похожий на английский звонкий TH, как в слове then. Существуют общины, до сих пор соблюдающие это различие, хотя в современном иврите оно не соблюдается.
В делении ивритских букв по звукообразующим движениям, буква далет относится к пяти языковым буквам (ד ,ט ,ל ,נ ,ת).

## Происхождение
Палеоеврейская буква далет, вместе с аналогичной ей финикийской буквой 𐤃 предположительно происходят от протосинайской  пиктограммы рыбы (даг, др.-евр. דג‬ — «рыба»).
Однако, такое происхождение оспаривается; название буквы по крайней мере в иврите и финикийском возводится к западно-семитскому слова делет (др.-евр. דלת‬ — «дверь»), а в протосинайской письменности существует другой знак, от которого могла произойти эта буква: , соответствующий прочтению «дверь».

## Использование

### Числительное
Буква ד имеет числовое значение (гематрию) «четыре». Поэтому среда (четвёртый день в еврейской неделе) называется йом да́лет (יום ד‎ — «четвёртый день»).
В случае, если в числительном она идёт до букв с бо́льшим численным значением, её значение становится равным 4000. Таким образом, год דתנ"א в еврейской записи — это год 4451-й по еврейскому календарю, или 691 год нашей эры.

### Устойчивые выражения
Несколько фразеологизмов используют букву ד:
«Четыре на четыре» ('ד' על ד‎, произносится далет аль далет) — площадь в 4 амы на 4 амы, где ама — древняя единица длины, соответствующая локтю, около 45—48 сантиметров. В переносном значении — очень маленькая, крохотная площадь.
«На своих четырёх амах» (בד' אמותיו‎, произносится бе-далет амотав) тоже происходит от названия меры длины ама. Значение идиомы — «в непосредственном своём окружении».

## Обозначения и кодировка
- В национальном варианте кодировки ASCII для еврейского письма буква ד обозначается кодом 0xE3.
- В Юникоде буква ד включена под кодом U+05D3, UTF-16 — 0x5D3.
- В азбуке Морзе букве ד соответствует сигнал — • • (тире точка точка).
- В шрифте Брайля букве ד соответствует сочетание точек ⠙ ().
- В радиопередачах, в случае, если слово надо передать по буквам, букве ד соответствует слово «Давид» (ивр. דוד‎ — широко распространённое еврейское имя; напр., царь Давид).